# Sebastien De Maio
Sebastian De Maio, född 5 mars 1987 i Saint-Denis, är en fransk-italiensk fotbollsspelare som spelar som mittback för Mantova.

## Karriär
Den 24 januari 2019 lånades De Maio ut av Bologna till Udinese på ett låneavtal över resten av säsongen 2018/2019. Udinese meddelade den 29 maj 2019 att de värvat De Maio på en permanent övergång och att han skrivit på ett treårskontrakt.
Den 13 januari 2022 värvades De Maio av Serie B-klubben Vicenza, där han skrev på ett 2,5-årskontrakt.